# 구민버스
구민버스(區民―)는 서울특별시 서초구의 마을버스 업체이고, 본사는 서울특별시 서초구 우면동에 있다.

## 연혁
- 1990년대: 서리풀운수(―運輸)라는 상호로 회사 설립
- 2006년 1월 1일: 서리풀운수에서 현재의 사명으로 변경
- 2010년 6월 26일: 서초19번 (선바위역 - 양재역) 폐선.
- 2013년 8월 9일: 서초 18-1번 보금자리 주택 입주로 신설
- 2014년 7월: 서초 18-1번 노선 연장 배차간격 15분으로 줄임

## 노선
- ● 서초18번: 선바위역 ~ 언남고등학교 (구 서초마을 05번) <이 노선은 청암운수와 공동 배차 운헹 한다.>
- ● 서초18-1번: 서초네이처힐 ~ 양재역 <이 노선은 청암운수와 공동 배차 운행한다.>

## 보유차량
하이거 하이퍼스, 그린시티와 뉴 슈퍼에어로시티로 운행한다.